# In der Kiepe
In der Kiepe war eine Ortslage im Norden der bergischen Großstadt Wuppertal.

## Lage und Beschreibung
Die Ortslage lag im Norden des Wohnquartiers Uellendahl-West im Stadtbezirk Uellendahl-Katernberg auf einer Höhe von 285 m ü. NHN im Bereich der Kohlstraße, Westfalenweg und  Theodor-Heuss-Straße. Der Name In der Kiepe ist als eigenständige Bezeichnung für diese Ortslage mehrheitlich nicht mehr im Bewusstsein der Bevölkerung vorhanden, der ursprüngliche Wohnplatz ist in der geschlossenen Wohnbebauung im genannten Bereich aufgegangen.
Benachbarte Orte sind die Höfe und Ortslagen Am Gebrannten, Auf der Nüll, Duckmaus, Grünenbaum, Bratwurst, Schneis, Webershaus, Neuenbaum, Sonnenblume, In den Siepen, An der Schockel, Röttgen, Am Neuen Haus, Norkshäuschen, Am Brucher Häuschen, Am Bruch und Soltenkopf.

## Geschichte
Im 19. Jahrhundert gehörte der Hof In der Kiepe zur Uellendahler Rotte der Oberbürgermeisterei Elberfeld. Der Ort lag damals direkt an der Grenze der Oberbürgermeisterei zur Bauerschaft Dönberg in der Bürgermeisterei Hardenberg, die 1935 in Neviges umbenannt wurde.
Der Ort ist auf der Topographischen Aufnahme der Rheinlande von 1824 als in d. Kiepe und auf der Preußischen Uraufnahme von 1843 unbeschriftet eingezeichnet.
1815/16 lebten in In der Kiepe 19 Menschen. Der laut der Statistik und Topographie des Regierungsbezirks Düsseldorf 1832 als Kotten kategorisierte Ort wurde als an der Kiepe bezeichnet und besaß zu dieser Zeit drei Wohnhäuser und zwei landwirtschaftliche Gebäude. Zu dieser Zeit lebten 24 Einwohner im Ort, davon sieben katholischen und 17 evangelischen Glaubens.
Nördlich von In der Kiepe verlief ein Kohlenweg von Sprockhövel nach Elberfeld (hier der heutige Westfalenweg und die aufgrund dessen so benannte heutige Kohlstraße) vorbei, auf dem im ausgehenden 18. Jahrhundert und in der ersten Hälfte des 19. Jahrhunderts Steinkohle von den Zechen im südlichen Ruhrgebiet zu den Fabriken im Wuppertal transportiert wurde, das in dieser Zeit das industrielle Herz der Region war. Beim Ort zweigte ein Ast des Kohlenwegs Richtung Katernberg ab.